# Martin Winkler (österreichischer Politiker)

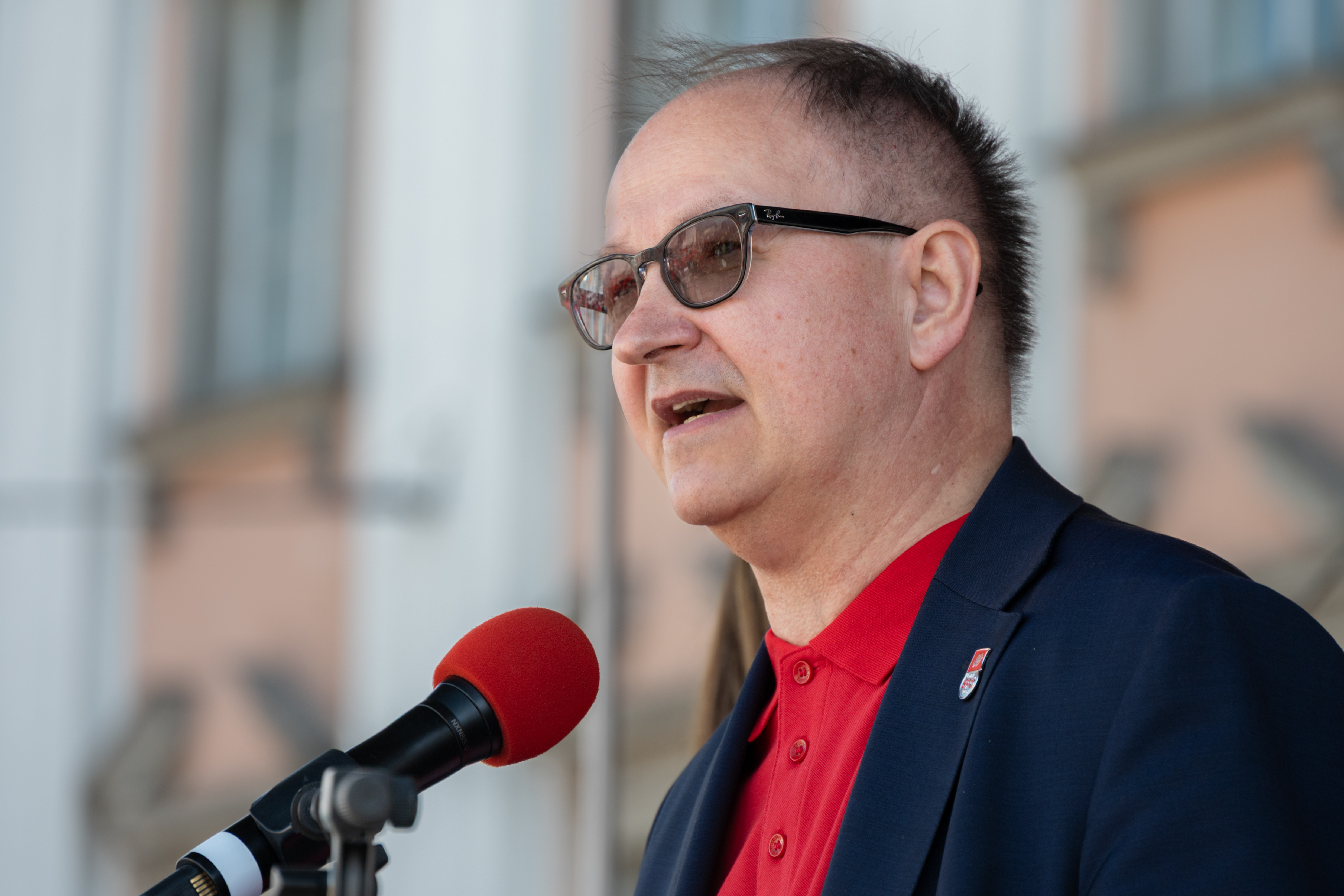
Martin Winkler am 1. Mai 2025

Martin Winkler (* 14. Mai 1963 in Katsdorf, Oberösterreich) ist ein österreichischer Unternehmer und Politiker (SPÖ). Er war langjähriger Geschäftsführer des Finanzberatungsunternehmens Schwabe, Ley & Greiner (SLG) und wurde im April 2025 als Landesparteivorsitzender der SPÖ Oberösterreich designiert und im Juni 2025 gewählt. Seit dem 3. Juli 2025 ist er Landesrat in der Landesregierung Stelzer II.

## Leben
Martin Winkler wuchs in Katsdorf im Bezirk Perg als uneheliches Kind einer Hebamme bei seiner Mutter und Großmutter auf. Nach der Matura am Georg von Peuerbach-Gymnasium in Linz studierte er Volkswirtschaftslehre an der Johannes Kepler Universität Linz. Nach seinem Studium absolvierte er Postgraduate-Programme an der Columbia University, der London School of Economics und der Stanford Graduate School of Business.

## Berufliche Laufbahn
Nach dem Studium arbeitete Winkler zunächst bei der voestalpine. 1994 wurde er Geschäftsführer und Miteigentümer des Treasury-Beratungsunternehmens Schwabe, Ley & Greiner (SLG) mit Sitz in Wien. Unter seiner Mitwirkung entwickelte sich SLG zu einem führenden Anbieter von Treasury- und Finanzmanagementberatung in der DACH-Region. Zu den von ihn betreuten Kunden zählten Unternehmen wie voestalpine, Lenzing, KTM, KEBA und Greiner.
Winkler leitete unter anderem Projekte zur Euro-Einführung in Österreich und war in den Bereichen Investitions- und Akquisitionsfinanzierung sowie M&A-Beratung tätig. Im Herbst 2024 verkaufte er seine Anteile an SLG im Zuge der Übernahme durch die deutsche x1F und schied mit 31. März 2025 aus der Geschäftsführung aus.

## Politisches und zivilgesellschaftliches Engagement
Von 1990 bis 1992 war Winkler Bundesvorsitzender der Sozialistischen Jugend Österreichs. 2010 gründete er die zivilgesellschaftliche Plattform Respekt.net, die sich für Transparenz, Bürgerbeteiligung und demokratische Kontrolle einsetzt. Seit 2017 ist er Vorsitzender des Vereins „Mitten in Hernals“, der sich für Nachbarschaftshilfe und sozialen Zusammenhalt in Wien engagiert.

## Politisches Comeback in Oberösterreich
Im April 2025 wurde Winkler vom Landesparteivorstand der SPÖ Oberösterreich als Kandidat für den Landesparteivorsitz nominiert. Nach dem Rücktritt von Michael Lindner soll er die Partei in die Landtagswahl 2027 führen.
Winkler kündigte an, seine wirtschaftliche Erfahrung in die Politik einzubringen. Seine Schwerpunkte liegen auf dem Ausbau erneuerbarer Energien, insbesondere Windkraft, Photovoltaik und Pumpspeicherkraftwerken, um die Energieversorgung für Industrie und Haushalte in Oberösterreich zu sichern.
Im Juni 2025 wurde er mit 95,56 Prozent der Stimmen zum Landesparteivorsitzenden gewählt. 41,62 Prozent der rund 20.000 Mitglieder hatten von ihrem Stimmrecht Gebrauch gemacht. Am 3. Juli 2025 wurde Winkler als Nachfolger von Lindner als Landesrat der Landesregierung Stelzer II angelobt.